# Stanovnici (film)
Stanovnici (eng. The Lodgers) je irski gotik horor film iz 2017. godine, čiji je scenarista Dejvid Turpin, a režirao ga je Brajan Omali. Filmske zvezde su Šarlot Vega, Bill Milner i Eugen Simon. Snimeljen je na lokaciji u Loftus Halu 2016. godine i premijerno prikazan na Međunarodnom filmskom festivalu u Torontu 2017.

## Radnja
1920. godine ruralna Irska. Anglo-irski blizanci Rejčel (Šarlot Vega) i Edvard (Bill Milner) dele izolovano postojanje u njihovom porodičnom imanju. Svake noći, imovina postaje domen vodenih zlih utvara ("podnosioci") koji primenjuju tri pravila prema blizancima:
- oni moraju biti u krevetu do ponoći;
- oni ne dozvoljavaju autsajderu da prođe pored praga;
- ako se neko pokuša pobeći, život drugog je ugrožen;

Oni se podsećaju ovih pravila pomoću pesmice. "Devojčice, dečaci, deco, slušajte dobro, lezite u ponoć, nikad ne puštajte stranca kroz svoja vrata, nikad ne pokušavajte da pobegnete." Dobra sestra, dobar brat, budite, dobro slijedite ove opomene. Dugo dok vaša krv bude naša , vidimo se odozdo. "
Prokletstvo na porodici. "Mrlja" koja se prenosi iz jedne generacije u drugu. Svaka generacija blizanaca, uzgajivši sledeću generaciju pre nego što se dave životom. Kad dođe Rejčelin i Edvardov osamnaesti rođendan, Rejčel želi da ode sa Edvardom i time se nadajući da će izaći iz porodične kletve. Edvard, zbog traume njegovih roditelja samoubistvo i nasleđe koje su napustili njega i njegovu sestru, postao je oslobađajući i odbija da ode. Tenzije se povećavaju kada se problematični ratni veteran Šon (Eugen Simon) svraća u obližnje selo, odmah ga privlači misteriozna Rejčel, koja zauzvrat vidi u Šonu šansu za slobodom i počinje da krši pravila koja su postavili stanari. Posledice povlače Rejčel u smrtonosni sukob sa svojim bratom - i sa prokletstvom koje ih proganja.

## Uloge
- Šarlot Vega kao Rejčel (eng.Charlotte Vega)
- Dejvid Bredli kao Bermimgam (eng.David Bradley)
- Bil Milner kao Edvard (eng. Bill Milner)
- Eugen Simon kao Sin (eng. Eugene Simon)
- Mo Dunford kao Desi (eng. MoeDunford)
- Roisin Marfi kao Kej (eng. Roisi Murphy)
- Deirdre O Kejn kao Maura (eng.Deirdre O'Kane)

## Premijera
Stanovnici(eng.The Lodgers) je izabran kao deo zvaničnog izbora za kategoriju Savremenog svetskog filma na Međunarodnom filmskom festivalu u Torontu. Ovo je bila svetska premijera filma. Film Stanovnici je prikazan tokom početnog vikenda festivala 8. i 9. septembra. Direktor, pisac, producent i tri glavna glumca su prisustvovala premijeri.  Izdat je 9. marta u Italiji, gde je za vikendu zaradio $ 258,508.

## Prijem

### Komentari kritičara
Kritičar iz Los Anđeles Tajmsa je napisao: "Fenomenalna gotska atmosfera istiskuje većinu šokova iz priče o duhovima iz Irske" Stanovnici "Ali gledaocima koji to više shvataju kao suludna, metaforična istorijska drama i horor film.
Na preglednom kanalu Truli Paradajz(eng. Rotten Tomato) , film ima rejting od 55% na osnovu 38 komentara, sa prosekom od 5,7 / 10.  Na metakritici, film ima prosek od 52 od 100, na osnovu 8 kritičara, što ukazuje na "mešovite ili prosečne kritike". 
Džonatan Barken iz Dread Central-a napisao je: "Delikatno dizajniran, Film je bogato tkana tapiserija klasičnog inspiracionog gotik horora. Pametna, zastrašujuća i nesumnjivo lepa, sigurno će se smatrati jednim od vrhunaca njegovog žanra." Kris Alekander iz KomingSun net-a je napisao: "Nije postojao efikasniji, uznemiravajući i senzorno ugodan film ove vrste od Alejandra Amenabara , kao i to remek-delo, O'Mallei-jeva umetnička, i precizno orkestrirana vežba u atmosferi. "
Noel Murai iz Los Angeles Tajmsa-a je napisao: "Do njegovih napetih poslednjih 15 minuta, Film je frustrirajuće skandalozan sa preokretima, uglavnom ograničavajući čudnih stvari na creaki buku i ponavljajuća slika vode koja kaplje prema gore ... (film) naročito zastrašujuće, ali kao priča o ljudima na koja su uticala zbog njihovih legata, to je istinski progon ". Manohla Dargis iz Njujork Tajms je o filmu govorila:" Rad sa neujednačenim ulogom i nečim priča, g. O'Mallei udari užasne udarce u redu (slam, potres, pika), ne stavljajući zlobne promene na različite čudne događaje. Za sve žanrovske napore, ništa od ovoga ne oseća najmanje sablasno, uključujući i digitalne ghoule koji plutaju i paćice koje izgledaju kao da potiču iz prskalice. 
Kati Rife iz A.V. Klub je izjavio: "Kao priča o duhovima, Film je jednako originalan kao" to je bila mračna i burna noć ", mulji stari tropovi mogu i dalje imati svoje čari. Samo pogledajte tu kuću." Simon Abrams iz RogerEbert. com je dala filmu dve od četiri zvezde i napisala: "Film me je razočarao na više nivoa, od kojih mnogi imaju više veze sa ograničenjima maštarija svojih stvaraoca nego očigledno minuskularnim budžetom.

## Pohvale
Film je osvojio nagrade za najbolju glumicu (Šarlot Vega) i najbolje specijalne efekte na Fancinu. Film je osvojio i "Best Visual Effects" i nominovan je za "Najbolji proizvodni dizajn" i "Najbolji kostimografski dizajn" na 15. Irish Film & Television Avards. Na filmskom festivalu "Molins de Rei", Lodgers je osvojio nagradu žirija za "Najbolji film". 
- Saturn Nagrada

| Nagrade        | Datum prijema | Kategorija                | Film       | Rezultat   |
| -------------- | ------------- | ------------------------- | ---------- | ---------- |
| Saturn Nagrada | 27. Jun 2018. | Najbolji međunarodni film | Stanovnici | Nominacija |

## Spoljašnje veze
- Zvanični sajt
- Stanovnici na IMDB
- Stanovnici na Trulom Paradajzu